# Cerro Suriphuyo
Cerro Suriphuyo är ett berg i Bolivia.   Det ligger i departementet Potosí, i den södra delen av landet, 400 km sydväst om huvudstaden Sucre. Toppen på Cerro Suriphuyo är 5 430 meter över havet, eller 76 meter över den omgivande terrängen. Bredden vid basen är 0,78 km.
Terrängen runt Cerro Suriphuyo är huvudsakligen kuperad. Trakten runt Cerro Suriphuyo är nära nog obefolkad, med mindre än två invånare per kvadratkilometer.. Det finns inga samhällen i närheten.
Trakten runt Cerro Suriphuyo är ofruktbar med lite eller ingen växtlighet.